# 木马乐队
木马乐队是中华人民共和国的一支摇滚乐队，1998年7月成立于北京，2006年解散，2020年重组。现任成员为木玛（谢强），邓力源，张大伟。

## 成员
- 木玛（谢强）： 主唱、吉他

1977年出生于湖南；94年组建文化协会乐队，并担任吉他手；95年在北京迷笛音乐学校短期学习吉他，随后在长沙继续文化协会乐队，年底退出；96年在北京迷笛音乐学校与曹操，吴维组建乐队；97年在北京中央工艺学校再次在文化协会乐队担任吉他手，年底再次退出；98年在长沙组建木马乐队。
- 曹操： 贝斯

1975年出生于四川；95年在迷笛音乐学校学习吉他弹奏并与龙宽组建乐队；96年与木玛及吴维（现生命之饼乐队主唱）在迷笛学校组建乐队，随后木玛离开，曹操，吴维及朱宁（生命之饼鼓手）在四川组建乐队；98年在长沙组建木马乐队。
- 胡湖： 鼓

1977年出生于浙江；1996年在北京midi学习打击乐写诗歌卖口带偷苹果，98年在长沙组建木马乐队。
- 李元： 鼓

2004年加入
- 冯雷： 键盘

1979年出生在东北，2001年在演出中担任键盘手，2002年正式加入乐队
- 王钰琪：吉他

1979年出生，2004年11月至2005年9月担任吉他手

## 历史
- 1998年3月初步组建于长沙
- 1998年7月正式建立于北京
- 1998年底签约于北京Badhead唱片公司
- 2001年3月转签于摩登天空唱片公司
- 2005年，与摩登天空解约
- 2006年，木马乐队成员暂时停止合作，主唱谢强开始组建另一只乐队木玛&Third Party
- 2020年6月12日，木马乐队正式重组回归，并推出单曲《远道而来的云》

## 唱片

### 专辑
- 《木马 MUMA》 1999年 Badhead公司
- 《果冻帝国》 2004年 摩登天空公司

### EP
- 《Yellow Star》 2003年 摩登天空公司

### 参与
- 《摩登天空 3》 1999年6月 摩登天空公司 收入单曲《没有声音的房间》
- 《摩登天空有声杂志 4 附送CD》 1999年10月 摩登天空公司 收入单曲《舞步》

## 演出
- 1998年10月在北京嚎叫酒吧首次登台演出
- 2000年4月，参加沈阳摇滚音乐节
- 2000年5月，参加第一届MIDI音乐节
- 2000年5月，中国巡回演出，从北京途经厦门、上海、南京、无锡、武汉、长沙、天津等城市
- 2002年10月，参加第三届MIDI音乐节
- 2002年底，小型巡演，从北京途经西安、成都、重庆和南京。
- 2003年7月，中国巡回演出，从北京途经南京、苏州、杭州、上海、广州、深圳、长沙、武汉、石家庄、南昌、青岛、西安、成都、重庆、西昌、兰州、昆明等城市
- 2003年10月，参加第四届MIDI音乐节
- 2003年12月21日，参加广州新年摇滚音乐节
- 2004年5月，参加朝阳公园朝阳流行音乐周
- 2004年9月，参加北戴河“七夕鹊桥”大型歌会
- 2005年1月13日，在糖果俱乐部参加为东南亚海啸灾民募捐义演
- 2005年6月，中国巡回演出，从北京途经广州、深圳、武汉、杭州、上海、厦门、成都
- 2005年7月，在内蒙古格根塔拉大草原参加草原音乐节
- 2009年5月，参加镇江第十届MIDI音乐节
- 2014年1月1日，參加王子山跨年音樂節
- 2020年，参加爱奇艺音乐综艺《乐队的夏天 （第二季）》
- 2020年8月15日，参加中央广播电视总台文艺节目中心《唱过夏天——2020流行音乐大型演唱会》
- 2020年12月31日，參演《2021迎冬奧相約北京BRTV環球跨年冰雪盛典》《吉林卫视：2021迎冬奥环球跨年冰雪盛典》及迷笛x东海楠溪江跨年音乐节
- 2021年4月30日-5月2日，参加2021济南迷笛音乐节
- 2021年5月，参加2021上海草莓音乐节
- 2021年5月，参加2021年北京国际音响展
- 2021年6月12日，参加东营2021草莓音乐节
- 2022年1月27日，參加網易雲音樂《我們的村晚》

## 荣誉
- 2003年 百事音乐风云榜2003年度中国“最佳摇滚乐队”奖
- 2004年7月 第4届华语音乐传媒大奖“最佳摇滚乐队”奖及“十大华语唱片”奖